# Kwas węglowy
Kwas węglowy, H
2CO
3 – nieorganiczny związek chemiczny, słaby i nietrwały kwas tlenowy powstający w reakcji dwutlenku węgla z wodą. Z metalami tworzy trwałe sole – wodorowęglany i węglany.

## Otrzymywanie
Kwas węglowy powstaje podczas rozpuszczania dwutlenku węgla w wodzie:
H
2O + CO
2 ⇌ H
2CO
3
W praktyce jednak rozpuszczenie nawet znacznej ilości dwutlenku węgla w wodzie prowadzi do otrzymania niewielkiego stężenia tego kwasu ze względu na to, że równowaga powyższej reakcji jest silnie przesunięta w stronę substratów: [CO
2]/[H
2CO
3] ≈ 600. Właśnie to zjawisko jest odpowiedzialne za lekko kwaśny smak tzw. wody gazowanej. Zależnie od temperatury, ciśnienia i ilości wtłoczonego dwutlenku węgla pH wody gazowanej może zawierać się w zakresie 2 do 6. Typowe pH wody gazowanej przeznaczonej do spożycia i opartych na niej napojów zawiera się w zakresie od 3 do 4.
Wodę nasyconą CO2 można uzyskać także poprzez rozkład wodorowęglanu sodu w zakwaszonej wodzie. Wykorzystuje się to do produkcji napojów musujących w proszku.

## Właściwości
Kwas ten w roztworach wodnych jest związkiem bardzo nietrwałym, szybko ulega rozkładowi nawet po niewielkim ogrzaniu; w efekcie nie można otrzymać stężonego roztworu tego kwasu. Możliwe jest jednak otrzymanie czystego, stabilnego (teoretyczny okres połowicznego rozpadu to 180 tysięcy lat) kwasu węglowego w stanie stałym i gazowym – kluczowa jest nieobecność ciekłej wody, której pojedyncza cząsteczka przyspiesza rozkład cząsteczki kwasu nawet miliard razy. Wodne roztwory kwasu węglowego stają się stabilne przy ciśnieniu >2,4 GPa (ok. 24 tys. atm) i temperaturze >97 °C. Rozważa się też możliwość występowania cząsteczek H
2CO
3 w przestrzeni kosmicznej, m.in. w ogonach komet i w czapach polarnych na biegunach Marsa.
Oranż metylowy w roztworze H2CO3 zmienia barwę na czerwoną.

### Dysocjacja
W roztworach dysocjuje dwustopniowo – może stracić jeden lub dwa protony. Po stracie jednego protonu powstaje jon wodorowęglanowy (HCO−
3), po stracie dwóch – jon węglanowy (CO2−
3):
H
2CO
3 ⇌ HCO−
3 + H+
 (pKa1 = 6,35)
HCO−
3 ⇌ CO2−
3 + H+
 (pKa2 = 10,33)
Podana powyżej wartość pierwszej stałej dysocjacji liczona jest względem sumy stężeń CO
2 oraz H
2CO
3 w roztworze. Wartość liczona względem samej formy kwasowej H
2CO
3 wynosi pKa1 = 3,62.